# Tell All Your Friends
《Tell All Your Friends》는 미국의 록 밴드 테이킹 백 선데이의 첫 정규 음반이다.